# جرمی جردن (بازیگر)
جرمی جردن (به انگلیسی: Jeremy Jordan)(زاده ۲۰ نوامبر ۱۹۸۴) بازیگر آمریکایی است.
از فیلم‌هایی که وی در آن نقش داشته است می‌توان به سریال سوپرگرل اشاره کرد.